# Лекур, Юбер
Юбер Лекур (фр. Hubert Lecour, 30 мая 1820, Уассери, Сена и Марна — 2 июля 1871) — французский боксёр. Младший брат Шарля Лекура.

## Биография
Родился в 1820 году, младший брат Шарля Лекура, одного из создателей французского бокса. Учился искусству гравёра, но профессионально гравировкой не занимался, рано начав тренироваться с братом.
В середине 1840-х годов был владельцем боксёрского зала в Сен-Кантене, организуя там турниры сильнейших французских боксёров и выступая сам. Выступления Юбера были оригинальны: он соединил бокс с боем на тростях и исполнением песен в перерывах — и пользовались популярностью у публики.
В 1848 году перебрался в Париж, где сменил брата в качестве руководителя боксёрского зала в Passage des Panoramas. Кроме того, до 1867 года управлял залом, расположенным на улице де Турнон.
В начале 1850-х годов женился на пианистке, после чего прекратил публичные выступления.
С 1853 года был преподавателем в лицее Шапталя, в 1865 году — в коллеже Роллен, а в 1866 году — в Политехнической школе.
В 1866 году он бросил вызов Жозефу Шарлемону. Вначале Юбер держался уверенно и нанёс серию ударов по ногам Жозефа, но потом Шарлемон переиграл его и, изменив тактику, победил Юбера.
Умер 2 июля 1871 года.
В 1910 году вышел учебник Леклера Эне (Leclerc Ainé) по французскому боксу по методу Юбера Лекура.

## Внешность
Шарлемон отмечал, что Юбер был более высоким (ростом 1,68 м) и стройным, чем его брат Шарль Лекур. Также Шарлемон описывал Юбера как смуглого человека в очках с длинными волосами и бородой.